# Irwinton
Irwinton ist eine Stadt und zudem der County Seat des Wilkinson County im US-Bundesstaat Georgia mit 589 Einwohnern (Stand: 2010).

## Geographie
Irwinton liegt etwa 40 km östlich von Macon sowie rund 170 km südöstlich von Atlanta.

## Geschichte
Die Siedlung wurde 1811 gegründet und später nach dem Politiker Jared Irwin (1796–1798 und 1806–1809 Gouverneur von Georgia) benannt. Der ursprüngliche Name des Ortes war Bethel und danach High Hill Fraction. Während des Sezessionskrieges wurde der Ort von General William T. Sherman im Zuge seines Atlanta-Feldzuges fast vollständig zerstört und niedergebrannt. 1904 erhielt der Ort den Status als City.

## Demographische Daten
Laut der Volkszählung von 2010 verteilten sich die damaligen 589 Einwohner auf 217 bewohnte Haushalte, was einen Schnitt von 2,53 Personen pro Haushalt ergibt. Insgesamt bestehen 259 Haushalte. 
68,7 % der Haushalte waren Familienhaushalte (bestehend aus verheirateten Paaren mit oder ohne Nachkommen bzw. einem Elternteil mit Nachkomme) mit einer durchschnittlichen Größe von 3,12 Personen. In 32,3 % aller Haushalte lebten Kinder unter 18 Jahren sowie in 32,7 % aller Haushalte Personen mit mindestens 65 Jahren.
25 % der Bevölkerung waren jünger als 20 Jahre, 25,6 % waren 20 bis 39 Jahre alt, 28,5 % waren 40 bis 59 Jahre alt und 20,7 % waren mindestens 60 Jahre alt. Das mittlere Alter betrug 39 Jahre. 47 % der Bevölkerung waren männlich und 53 % weiblich.
37,4 % der Bevölkerung bezeichneten sich als Weiße, 55 % als Afroamerikaner, 0,3 % als Indianer und 0,5 % als Asian Americans. 6,1 % gaben die Angehörigkeit zu einer anderen Ethnie und 0,7 % zu mehreren Ethnien an. 8,1 % der Bevölkerung bestand aus Hispanics oder Latinos.
Das durchschnittliche Jahreseinkommen pro Haushalt lag bei 39.286 USD, dabei lebten 26,7 % der Bevölkerung unter der Armutsgrenze.

## Verkehr
Irwinton wird vom U.S. Highway 441 sowie von der Georgia State Route 57 durchquert. Der nächste Flughafen ist der Flughafen Atlanta (rund 170 km nordwestlich).

## Bildung
Irwinton verfügt über vier öffentliche Schulen, die Wilkinson County Primary-, Elementary-, Middle- und High School.

## Kriminalität
Die Kriminalitätsrate in Irwinton war im Jahr 2016 niedriger als in 91 % aller US-Citys. Dabei handelte es sich ausschließlich um Eigentumsdelikte. Gewaltverbrechen kamen nicht vor.